# 생활안전활동
생활안전활동이란 소방기본법 제16조3에 따라 방치하면 국민의 생명과 재산이 위험해질 우려가 있는 경우 예방을 위해 소방기관에서 행하는 업무수행이다.

## 종류
1. 붕괴, 낙하 등이 우려되는 고드름, 나무, 위험 구조물 등의 제거활동
2. 위해동물, 벌, 등의 포획 및 퇴치활동
3. 끼임, 고립 등에 따른 위험제거 및 구출활동
4. 단전사고 시 비상전원 또는 조명의 공급
5. 그 밖에 방치하면 급박해질 우려가 있는 위험을 예방하기 위한 활동

## 출동 기준
- 벌집제거 : 소방대 출동, 119안전센터․생활안전대 등 주로 처리
- 동물포획 : 위해동물은 신고접수 단계에서 경찰, 지자체(포획단) 등 동시 출동, 단순 동물포획 신고는 해당기관인 자치단체 이관
- 잠금장치개방 : 인명고립 및 2차사고 우려 시에는 출동, 단순 문 개방은 민간사업자나 차량보험사로 안내하여 자체처리 유도
- 자연재난 : 자연재해로 인한 긴급배수활동 지원, 긴급 생활형 급수지원이 아닌 경우 유관기관 이관
- 안전조치 : 소방시설 오작동 등 현장상황 파악 및 화재발생 의심 확인
- 전기사고 : 감전 등 2차사고 예방 및 한전 등 유관기관 동시 출동
- 가스사고 : 가스누출 2차사고 예방 및 가스안전공사 등 유관기관 동시 출동